# Коваленко, Иван Михайлович
Ива́н Миха́йлович Ковале́нко (1847 — 23 ноября 1914) — член III Государственной думы от Ковенской губернии, управляющий Минской и Ковенской контрольными палатами, действительный статский советник.

## Биография
Православный, дворянин.
Получил среднее образование. 17 марта 1865 года поступил на службу по Министерству юстиции, в 1868 получил первый классный чин. В 1878 году перешел на службу в ведомство Государственного контроля. Участвовал в нескольких комиссиях по разработке законодательных вопросов хозяйственного и технического характера, был председателем междуведомственной комиссии по осмотру работ экспедиции генерал-лейтенанта Жилинского по осушению Полесья. Заведовал контролем по сооружениям военного ведомства.
В 1894 году был назначен управляющим Минской контрольной палатой, а в 1903 году — управляющим Ковенской контрольной палатой и главным контролером Контроля оборонительных сооружений у города Ковны. Дослужился до чина действительного статского советника (14 апреля 1902 года). Был председателем Ковенского православного Николаевского братства.
В 1907 году был избран в члены III Государственной думы от русского населения Ковны. Входил в русскую национальную фракцию. Был председателем комиссии по исполнению государственной росписи доходов и расходов, докладчиком и членом комиссий: бюджетной, по государственной обороне.
На 1 сентября 1914 занимал должность главного контролера над постройкой оборонительных сооружений в Новогеоргиевске.
Скончался 10 ноября 1914 года. Был женат, имел пасынка.

## Награда
- Орден Святой Анны 2-й ст. (1893)
- Орден Святого Владимира 3-й ст. (1899)
- Орден Святого Станислава 1-й ст. (1905)

- Медаль «В память царствования императора Александра III»
- Медаль «В память 300-летия царствования дома Романовых» (1913)